# Фернандо Маріас
Фернандо Маріас Амондо (ісп. Fernando Marías Amondo; 13 червня 1958, Більбао — 5 лютого 2022, Мадрид) — іспанський письменник та сценарист.

## Життєпис
Народився 13 червня 1958 року у Більбао, Біская. 1975 року переїхав до Мадрида з наміром вивчати кінематографію. 1990 року вийшов його дебютний роман «Чарівне світло», удостоєний премії міста Барбасте. У 1995—1997 роках спільно з Хуаном Басом виступив сценаристом псевдодокументального серіалу «Приховані сторінки історії», пізніше переробленого ними у збірку оповідань. 2001 року за роман «Дитя полковників» отримав премію Надаля. Тоді ж створив сценарії для фільмів «Друге ім'я» (2001, реж. Пако Пласа) та «Чарівне світло» (2002, реж. Мігель Ермосо) за власним романом, — стрічка отримала низку нагород, в тому числі Гран-прі Московського кінофестивалю, а також принесла йому номінацію на премію Гойя за найкращий адаптований сценарій 2003 року.
2006 року удостоєний Національної премії у галузі дитячої та юнацької літератури за роман «Де закінчується небо» (2005).
2012 року вийшов кінофільм «Загарбник» (реж. Даніель Карпарсоро), екранізація однойменного роману (2003) Маріаса.
2015 року отримав премію Бібліотеки Бреве за роман «Острів батька».
Фернандо Маріас помер 5 лютого 2022 року у Мадриді від автоімунного гепатиту в 63-річному віці.

## Сценарії
- Друге ім'я / El segundo nombre (2001)
- Чарівне світло / La luz prodigiosa (2002)

## Визнання
- 1990 — Премія міста Барбасте (Чарівне світло).
- 2001 — Премія Надаля (Дитя полковників).
- 2005 — Премія Дульсе Чакон (Загарбник).
- 2005 — Премія Аная (Де закінчується небо).
- 2005 — Премія Ateneo de Sevilla (Світ закінчується щодня).
- 2006 — Національна премія у галузі дитячої та юнацької літератури (Де закінчується небо).
- 2008 — Премія Gran Angular у галузі молодіжної літератури (Зара і багдадський книготорговець).
- 2010 — Премія Primavera (Вся любов і майже вся смерть).
- 2015 — Премія Бібліотеки Бреве (Острів батька).